# Cnemaspis koehleri
Cnemaspis koehleri là một loài thằn lằn trong họ Gekkonidae. Loài này được Mertens mô tả khoa học đầu tiên năm 1937.